# Alfred Chion-Ducollet
Alfred Chion-Ducollet est un homme politique français né le 23 septembre 1848 au Collet de Sinard (Isère) et décédé le 6 février 1920 à La Mure (Isère).
Fils de paysans pauvres, il abandonne à l'âge de 19 ans l'exploitation familiale pour entrer dans l'administration des contributions indirectes, d'abord comme surnuméraire, puis comme commis principal. Il entreprend des études de droit, devient lauréat de la Faculté de Grenoble en 1878 et s'installe comme notaire à La Mure en 1881. Il est maire de la Mure de 1886 à 1912 et conseiller général en 1895. Il est député de l'Isère de 1906 à 1910, siégeant au groupe de la Gauche radicale. Il ne se représente pas en 1910.
Ses traits nous restent fixés par un buste d'Auguste Davin conservé au musée Matheysin de La Mure.

## Sources
- Pierre Barral, Le département de l'Isère sous la Troisième République 1870-1940, Librairie Armand Colin, 1962, p. 462-464
- « Alfred Chion-Ducollet », dans le Dictionnaire des parlementaires français (1889-1940), sous la direction de Jean Jolly, PUF, 1960 [détail de l’édition]
- Les dictionnaires départementaux: Isère, Librairie Flammarion, 1906, p. 267